# Тимошков, Сергей Прокофьевич
Сергей Прокофьевич Тимошков (18 октября 1895 года, деревня Зимницы, Смоленская губерния — 4 мая 1972 года, Москва) — советский военный деятель, Генерал-майор (4 июня 1940 года), кандидат военных наук (14 марта 1939 года).

## Биография
Сергей Прокофьевич Тимошков родился 18 октября 1895 года в деревне Зимницы Рославльского уезда Смоленской губернии, ныне Шумячского района Смоленской области.

### Первая мировая и гражданская войны
В мае 1915 года был призван в ряды Русской императорской армии.
В 1916 году закончил Виленское военное училище, дислоцированное в Полтаве, после чего был направлен на должность начальника пулемётной команды 4-го Туркестанского стрелкового полка, находясь на которой, в чине поручика принимал участие в боевых действиях на Юго-Западном фронте Первой мировой войны.
В феврале 1918 года вступил в ряды РККА, после чего был назначен на должность начальника пулемётной команды 2-го Ташкентского батальона, а в июле — на должность командира сводного отряда.
Принимал участие в подавлении белогвардейского мятежа в Ашхабаде, после чего воевал на Закаспийском фронте, командуя 1-м Туркестанским стрелковым полком, одновременно в апреле 1919 года исполнял обязанности помощника командующего войсками Закаспийского фронта Туркестанской республики. С 8 августа по 22 ноября 1919 года Тимошков был командующим войсками этого фронта, который принимал участие в ходе наступления против басмаческих отрядов под командованием Джунаид-хана и в районе Кызыл-Арвата. В ноябре 1919 года Закаспийский фронт был преобразован в Закаспийскую армейскую группу Туркестанского фронта, а Тимошков был назначен на должность её командующего, а в декабре 1919 года — на должность командира 1-й Туркестанской стрелковой дивизии.
Сергей Прокофьевич Тимошков за бои против басмачей был награждён орденом Красного Знамени Хорезмской ССР (1925), а за бои с белогвардейцами и английскими интервентами — орденом Красного Знамени (1926).

### Межвоенное время
В 1921 году командующий войсками Туркестанской области, с 1922 года начальник и комиссар управления по формированию 1-й армии Туркестанского фронта, областного военного комиссара Туркмении и командира 1-й Туркестанской стрелковой бригады, с ноября 1924 года — на должности военного комиссара Туркменской ССР, заместителя уполномоченного РВС СССР при правительстве Туркменской республики и начальника территориального управления Туркменской ССР, а в октябре 1926 года — на должность командира и военного комиссара 31-й Сталинградской стрелковой дивизии.
С мая 1930 года старший преподаватель кафедр военной истории, общей тактики, истории Гражданской войны и Красной Армии в Военной академии имени М. В. Фрунзе.
В 1937 году окончил Военную академию имени М. В. Фрунзе, а в 1938 году — курсы при Академии Генштаба РККА.

### Великая Отечественная война
С началом войны Тимошков продолжил преподавать в академии. С августа 1941 года исполнял должность помощника начальника академии по материально-техническому обеспечению, а с мая 1942 года — начальника курса.
С октября 1943 года состоял в распоряжении Военного совета 1-го Украинского фронта и в ноябре был назначен на должность заместителя командира 51-го стрелкового корпуса, который принимал участие в Киевской наступательной и оборонительной операциях, в ходе которых корпус участвовал в захвате плацдарма на правом берегу Днепра севернее Киева. Вскоре корпус принял участие в Житомирско-Бердичевской и Корсунь-Шевченковской операциях. В марте 1944 года Тимошков был назначен на должность командира 38-й стрелковой дивизии, которая принимала участие в ходе Уманско-Ботошанской и Ясско-Кишинёвской наступательных операций. За отличия при форсировании Днестра и освобождении города Бельцы дивизии было присвоено почётное наименование «Днестровская», а командир дивизии Сергей Прокофьевич Тимошков за умелое руководство частями был награждён орденом Суворова 2 степени.
С 28 августа по 21 сентября 1944 года временно исполнял должность командира 51-го стрелкового корпуса, а с октября по ноябрь временно исполнял должность командира 42-й гвардейской стрелковой дивизии, участвовавшей в ходе Дебреценской и Будапештской наступательных операций.
5 декабря 1944 года Тимошков был вновь назначен на должность командира 38-й стрелковой дивизии, которая принимала участие в ходе Будапештской, Венской и Пражской наступательных операций.
За время войны Тимошков был три раза упомянут в благодарственных в приказах Верховного Главнокомандующего.

### Послевоенная карьера

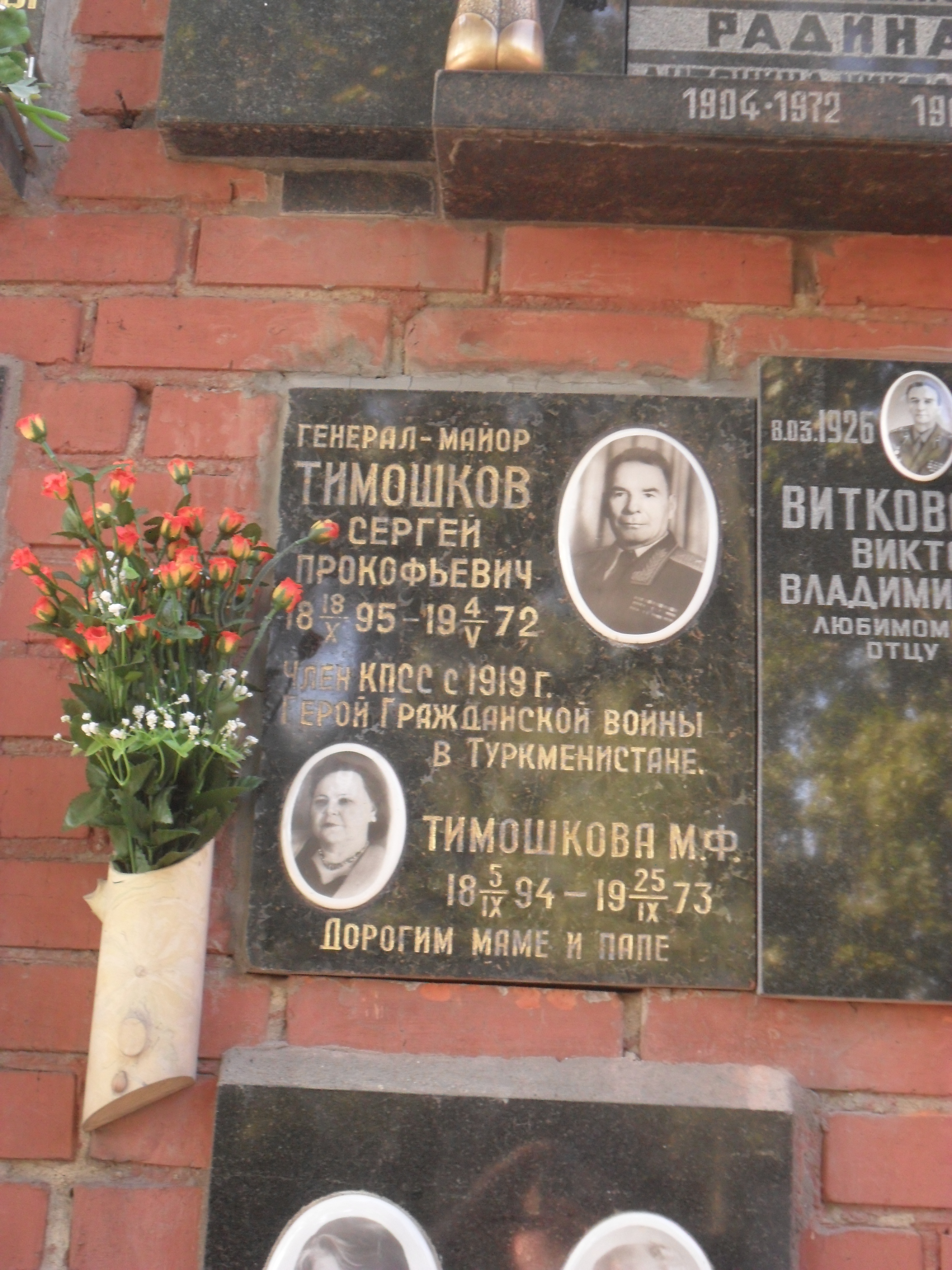
Плита колумбария Тимошкова на Новодевичьем кладбище Москвы.

После окончания войны был назначен на должность старшего преподавателя Военной академии имени М. В. Фрунзе, а затем исполнял должность заместителя начальника цикла военно-исторических дисциплин.
Генерал-майор Сергей Прокофьевич Тимошков в декабре 1946 года вышел в отставку. Умер 4 мая 1972 года в Москве. Тело было кремировано, и прах был похоронен на Новодевичьем кладбище.

## Воинские звания
- Комбриг (5 декабря 1935 года)[3];
- Генерал-майор (4 июня 1940 года)[4].

## Награды
- Орден Ленина (21.02.1945[5]);
- Два ордена Красного Знамени (23.10.1926[1], 03.11.1944[5]);
- Орден Суворова 2 степени (13.09.1944);
- Орден Кутузова 2 степени (28.04.1945);
- Орден Отечественной войны 1 степени (19.04.1944);
- Орден Красного Знамени Хорезмской ССР (30.06.1922[1]);
- Медали[6].